# Mrs 18重榴彈炮

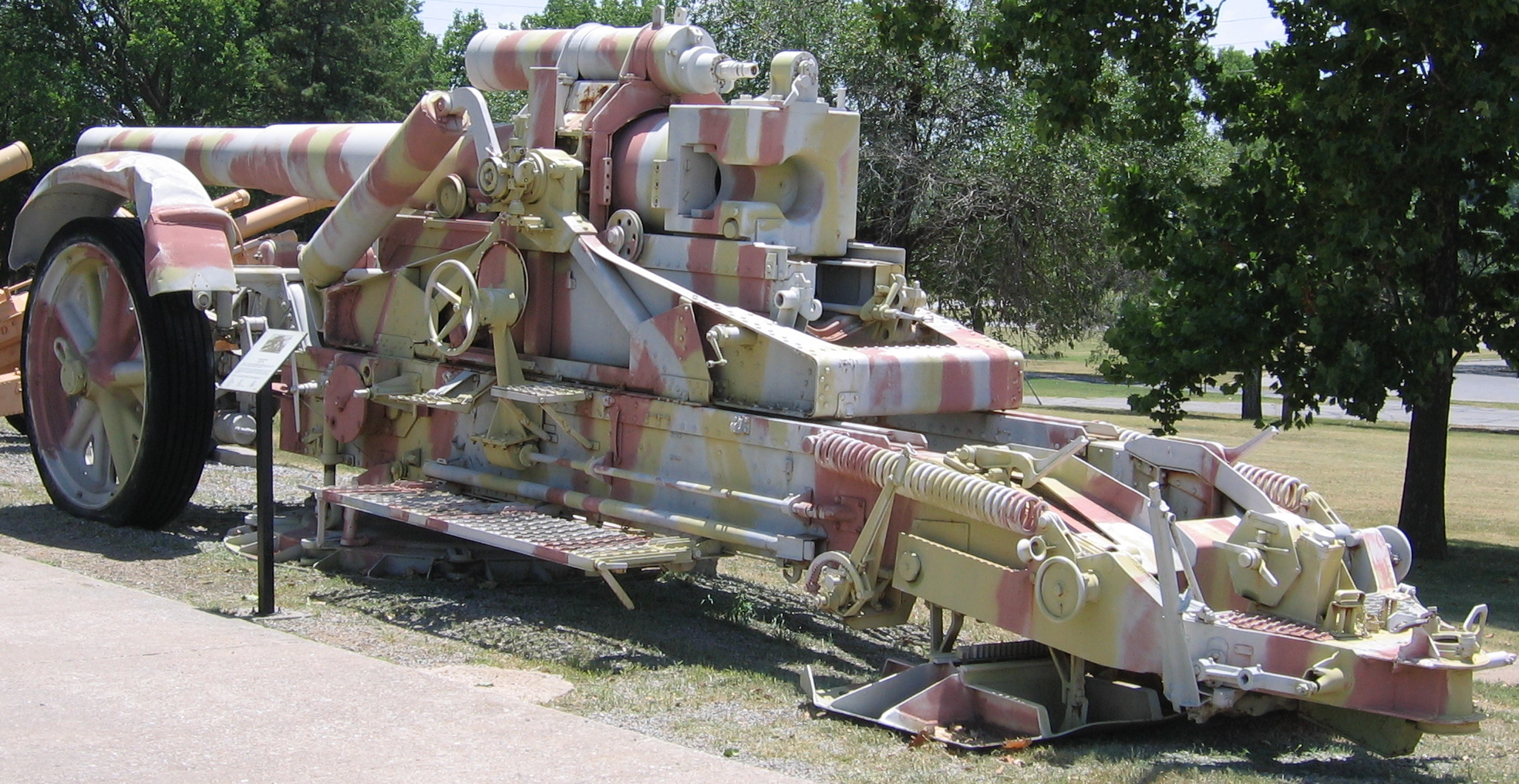
21厘米Mrs.18榴彈炮炮尾

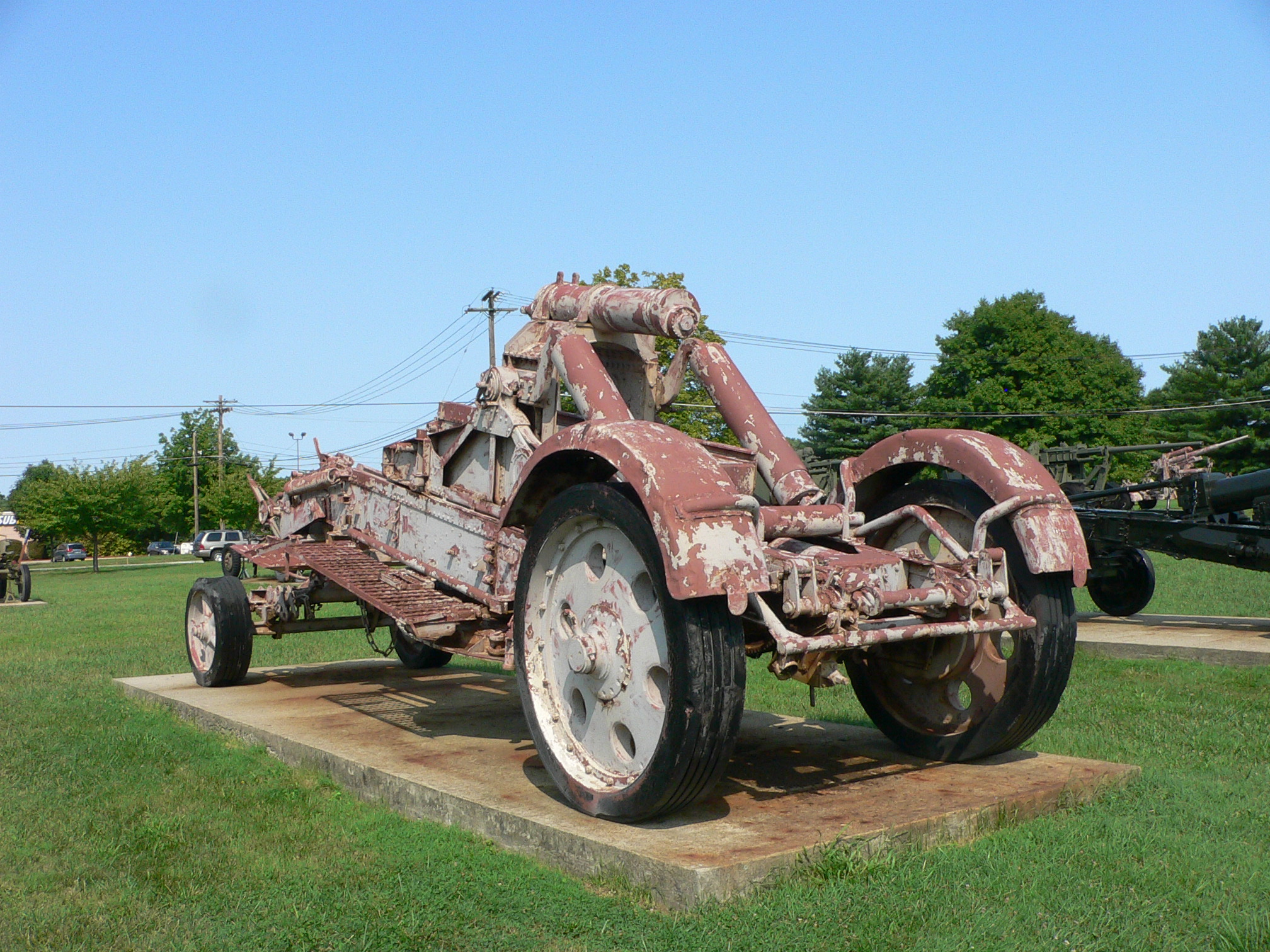
21厘米Mrs.18榴彈炮炮架

Mrs 18重榴彈炮（21公分Mrs 18式）是納粹德國於第二次世界大戰中所使用的一種重型榴彈砲，它主要發配給獨立砲兵營或砲兵連使用。此外，德軍岸防部隊也裝備了一定數量的Mrs 18。

## 設計及歷史

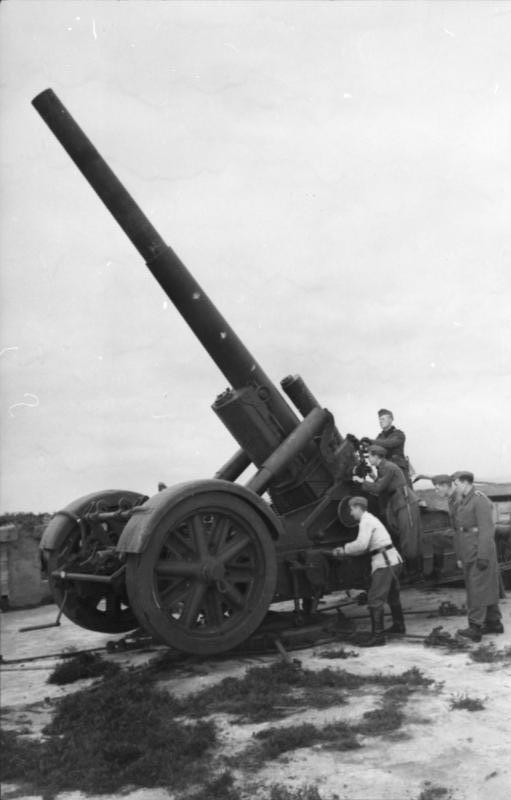
Mrs 18重榴彈炮在挪威北極進行海邊防衛

Mrs 18重榴彈炮是被設計來取代已經過時的一戰時期火砲Mrs 16（21公分Mrs 16式）。雖然Mrs 18的設計並沒有多少創新，但是炮座的設計卻非常先進。它是世界上第一款採用獨特的雙後座系統的武器之一。該炮的砲管依循砲管座進行後座，然而除此之外，整個承載砲管及其炮管座的上部炮座也會一同作動。這個後座系統會削減大部分的後座力，並維持射擊平台的高度穩定。同樣的炮座設計也同樣被運用在17 cm Kanone 18及15 cm Schnelladekanone C/28 in Mörserlafette上。
Mrs 18重榴彈炮是一種十分龐大的武器，一如所有如此笨重的武器，Mrs 18重榴彈炮可以被分解成兩部分以利運送，運送時炮管會以分離的拖車載運。在安置榴彈砲時，炮座及其上的完整炮架會被降低至地面。接著輪子會被安裝至炮座上使整座火炮騰空，火砲便進入待發狀態。該炮的射擊廣角是16°，若要射擊逾越這個角度的目標，炮座後方裝有一個輪型千斤頂來協助炮身旋轉。
1939年戰爭爆發前夕Mrs 18重榴彈炮的產量很低。德軍在1942年停產該火炮，改而生產它擁有兩倍射程的兄弟型火砲17 cm Kanone 18 in Mörserlafette，但德軍最終又在1943年恢復生產Mrs 18重榴彈炮。